# Mijnmuseum Beringen
Het Mijnmuseum is een museum op de site van de steenkoolmijn van Beringen over de steenkolenmijnbouw in het Kempens Bekken. Het museum is gelegen op de site van be-MINE naast de woonwijk Beringen-Mijn in Koersel, dat een deelgemeente is van de Belgisch-Limburgse stad Beringen.

## Toelichting
Het museum ontstond in 1985 op initiatief van Gilbert Goddeeris, voormalig directeur van de kolenmijn van Beringen. Rondleidingen in het museum en de gebouwen van de mijn worden georganiseerd door een vereniging van voormalige werknemers. In mei 2012 kwam de nieuwe museumpresentatie gereed met een vernieuwe aankleding van de zalen met inpassing van onder meer een multitouchtafel en getuigenissen met geluid. Het museum organiseert jaarlijks een aantal evenementen om de aandacht voor het Limburgs mijnverleden gaande te houden.

## Collectie
Het museum is gevestigd in een van de gebouwen van de voormalige steenkoolmijn. Hier zijn een aantal kamers ingericht, die elk over een thema gaan uit de geschiedenis van de mijnbouw. Het begint met organisch materiaal dat zich via veen, bruinkool inkoolt naar de verschillende soorten steenkool, zoals vetkool, magerkool en antraciet. De kamers gaan over het pionieren op de Kempense heide na de ontdekking van de steenkoollagen, de aanwerving van arbeidskrachten vanuit Midden- en Oost-Europa en het Middellandse Zeegebied, omdat de Kempen te dunbevolkt waren om voldoende arbeidskrachten te leveren. Bij anderen worden de functies van de verschillende bovengrondse mijngebouwen uitgelicht op een metersgrote maquette, het leven in de cité en vrijetijdsbesteding van het mijnpersoneel, persoonlijke verhalen van mijnwerkers en uiteindelijk de onlusten en rellen rondom de mijnsluitingen tussen 1966 en 1992. In de ondergrondse ruimte van het museum is onder meer een pijler en een galerij gereconstrueerd.

## Omgeving
De schachtbokken, douchezalen, kolenwasserij, koeltorens, watertoren, bezinkingsinstallatie en andere mijngebouwen zijn nog intact, maar niet toegankelijk voor publiek. Het tuinwijk is wel te bezichtigen. De twee mijnterrils zijn te beklimmen en hierop staan informatiebordjes over de mijn. Ook de mijnkathedraal Sint-Theodarduskerk en de Fatih-moskee zijn bewaard. Langs het spoor naar de kolenhaven aan het Albertkanaal ligt een wandel-/fietspad.

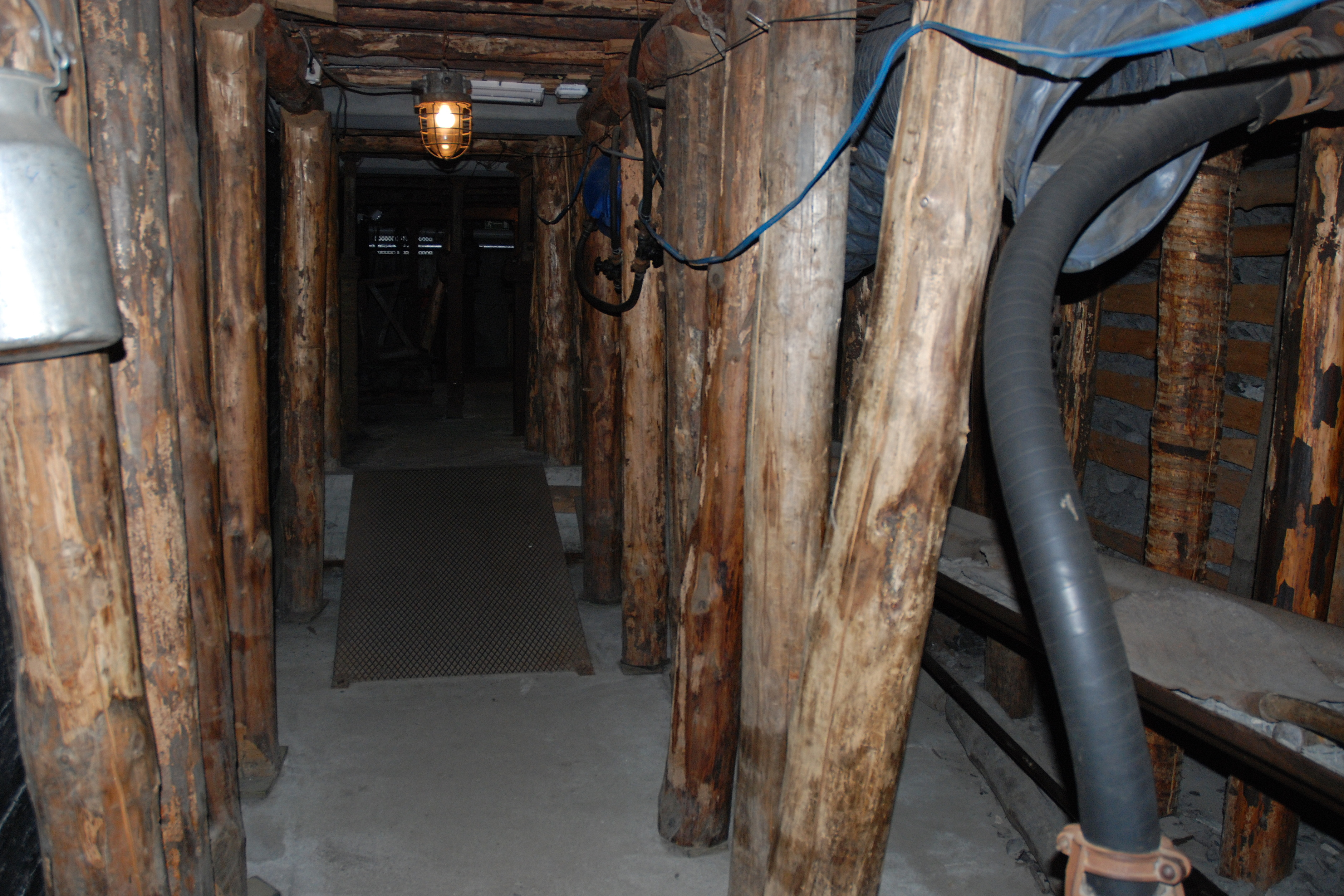
Reconstructie van een pijler
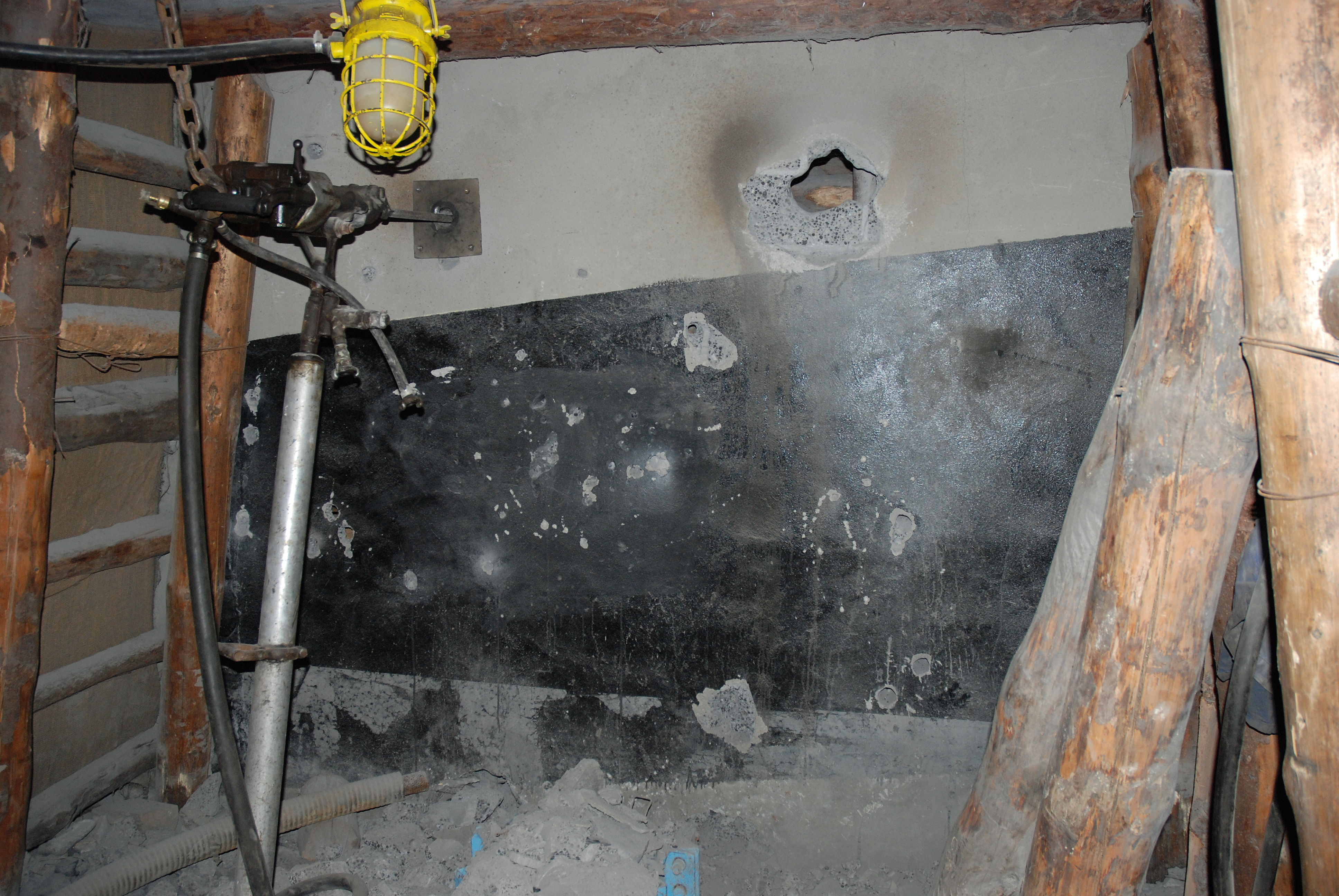
Reconstructie van een galerij
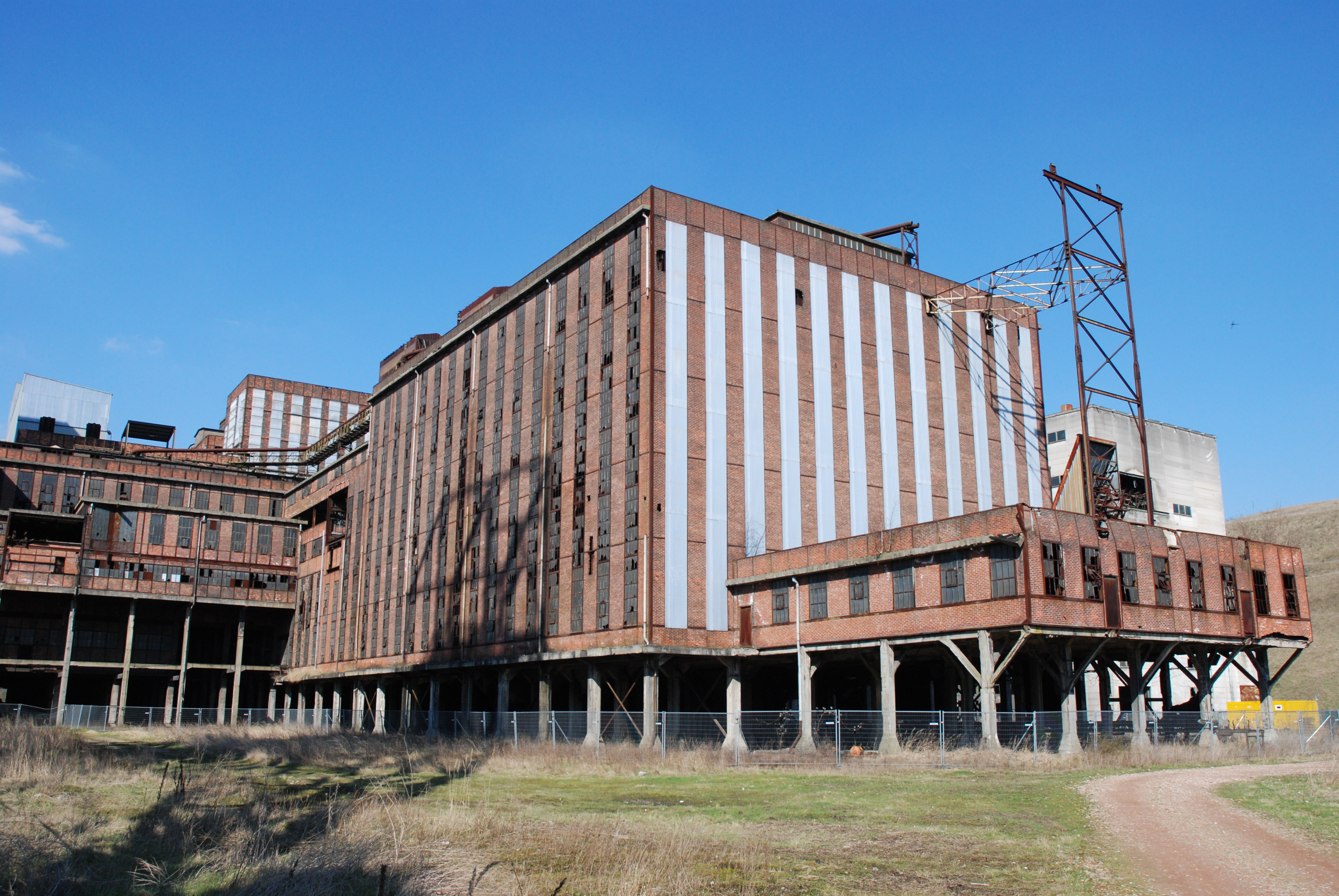
De kolenwasserij in 2009
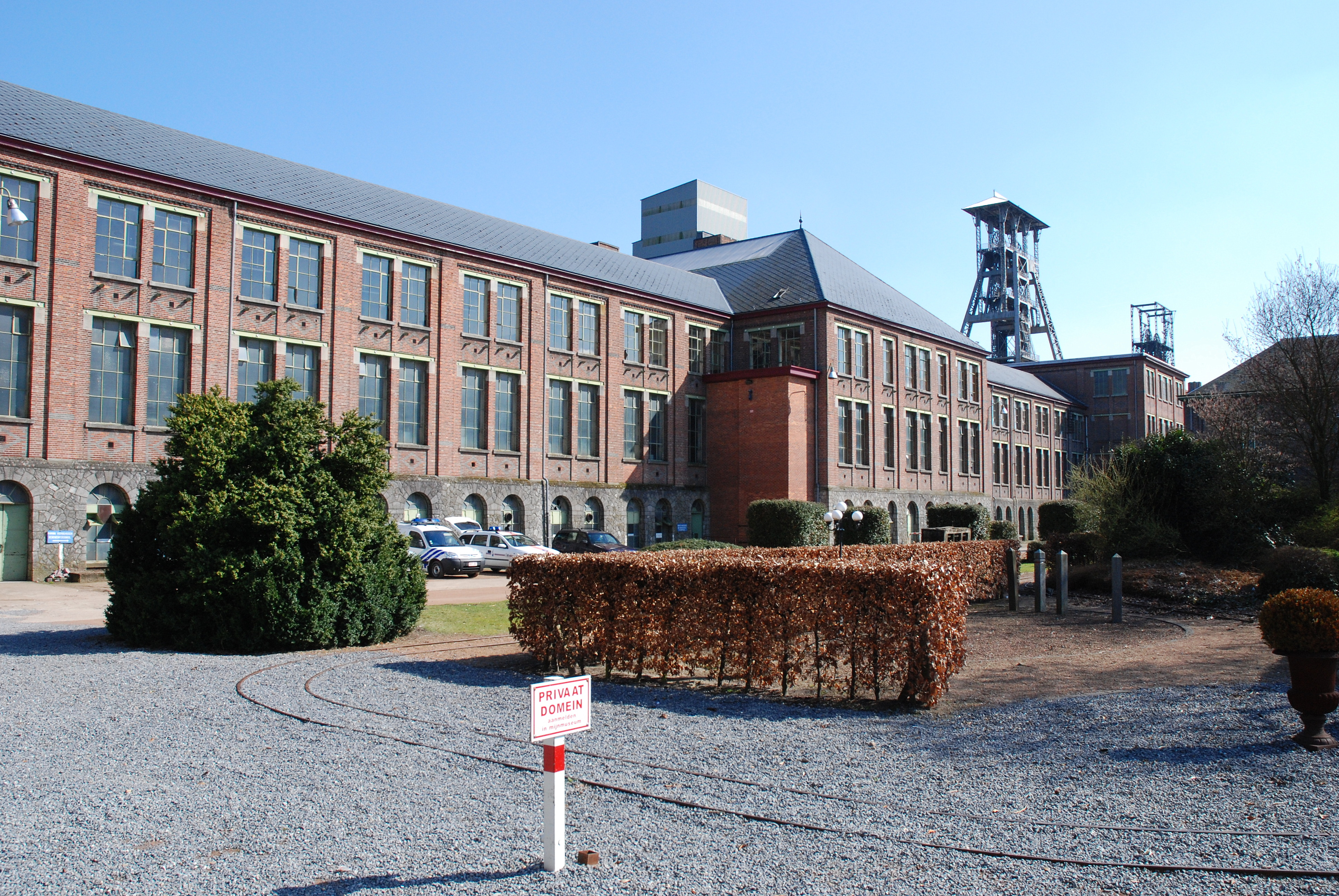
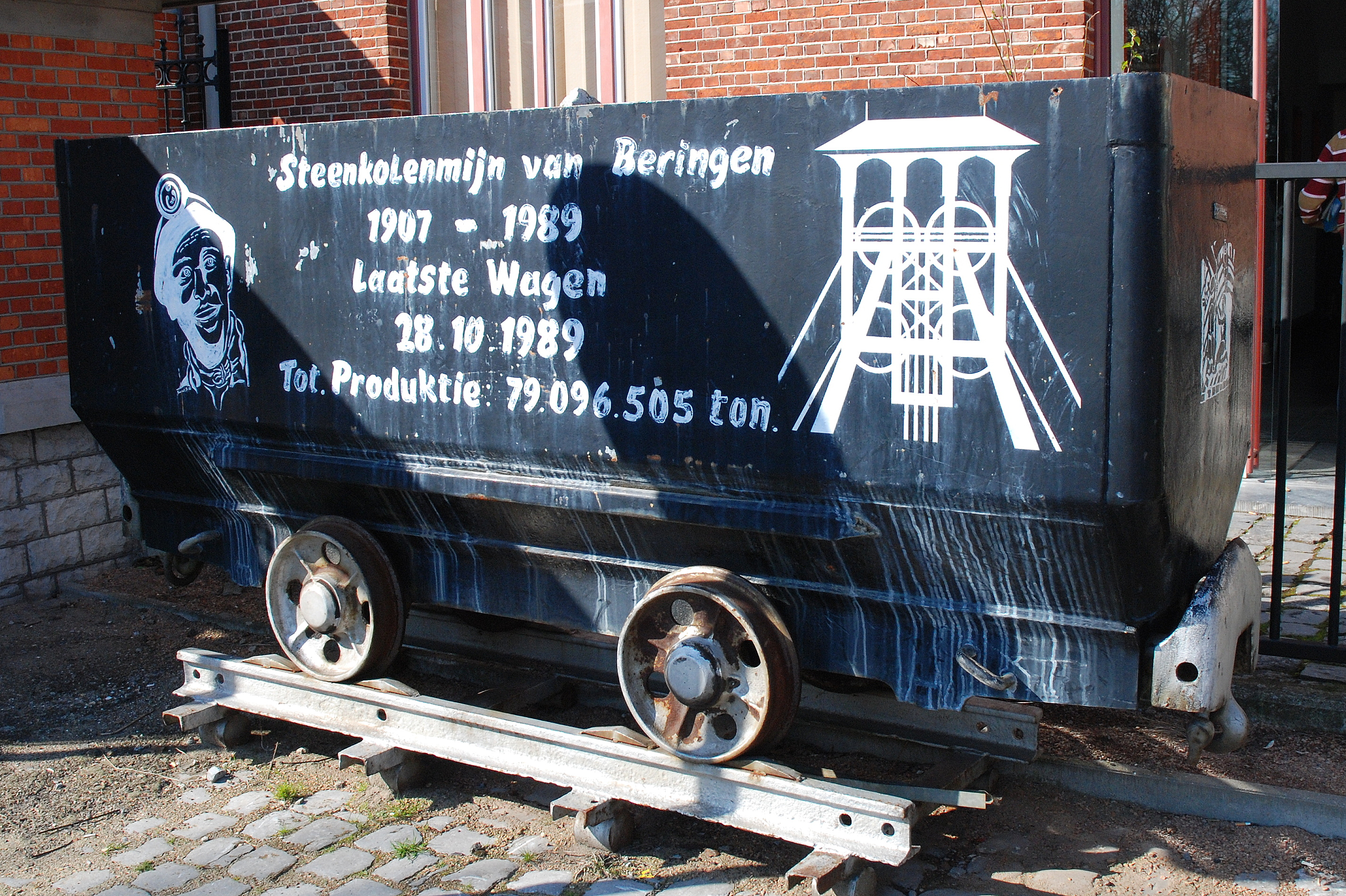
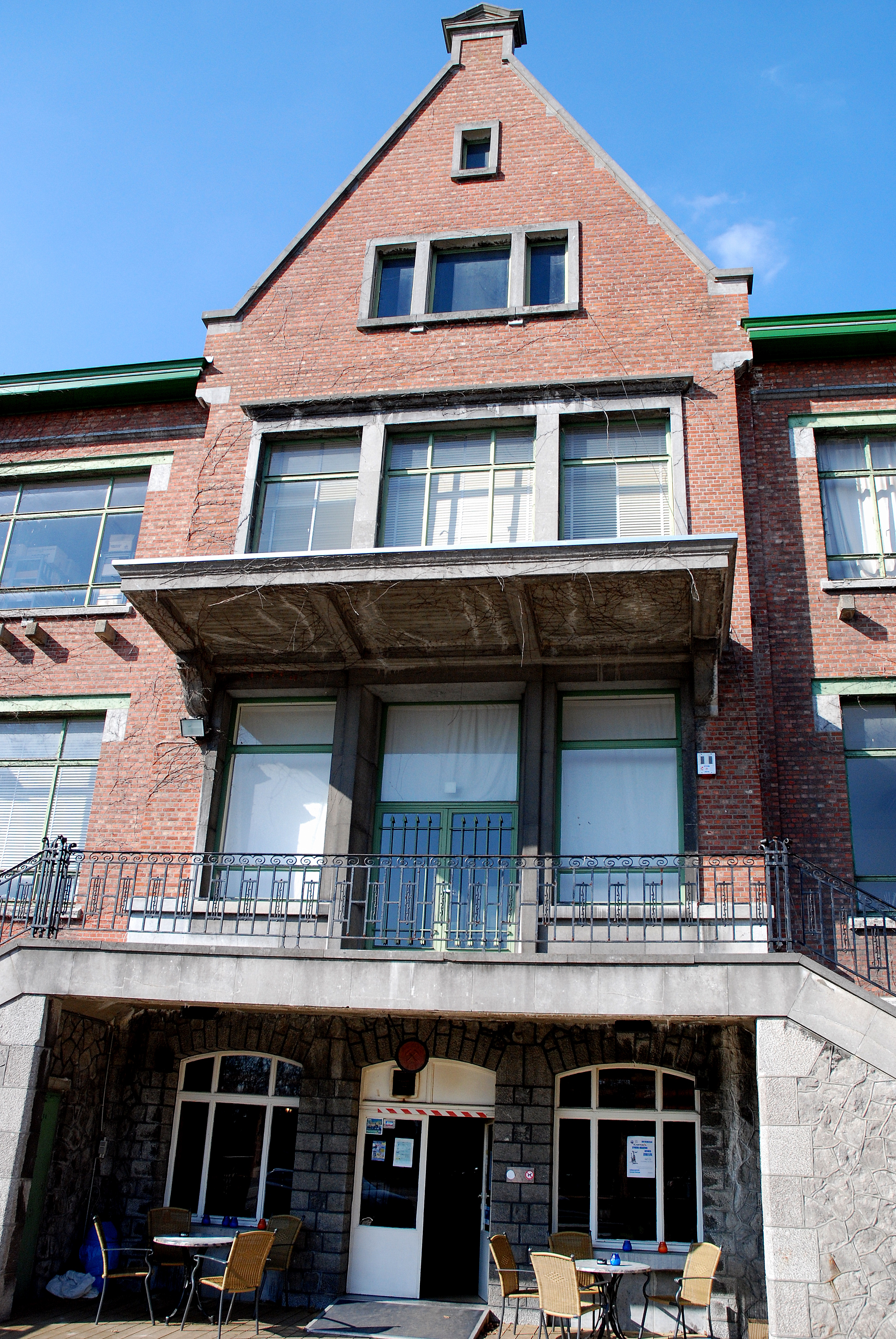